# Ichijō Sanetsune
Ichijō Sanetsune (一条 実経) (né en 1223, mort le 30 août 1284), fils du régent Kujō Michiie, est un noble de cour japonais (kugyō de l'époque de Kamakura (1185–1333). Il est le fondateur de la famille Ichijō, une des cinq qui monopolisent les postes de régents Fujiwara à la cour impériale. Il exerce la fonction de régent kampaku en 1246 et de 1265 à 1267, et de sesshō de 1246 à 1247. Ichijō Ietsune et Ichijō Saneie sont ses fils.

## Source de la traduction
- (en) Cet article est partiellement ou en totalité issu de l’article de Wikipédia en anglais intitulé « Ichijō Sanetsune » (voir la liste des auteurs).